# Wallfahrtskirche Maria Lankowitz

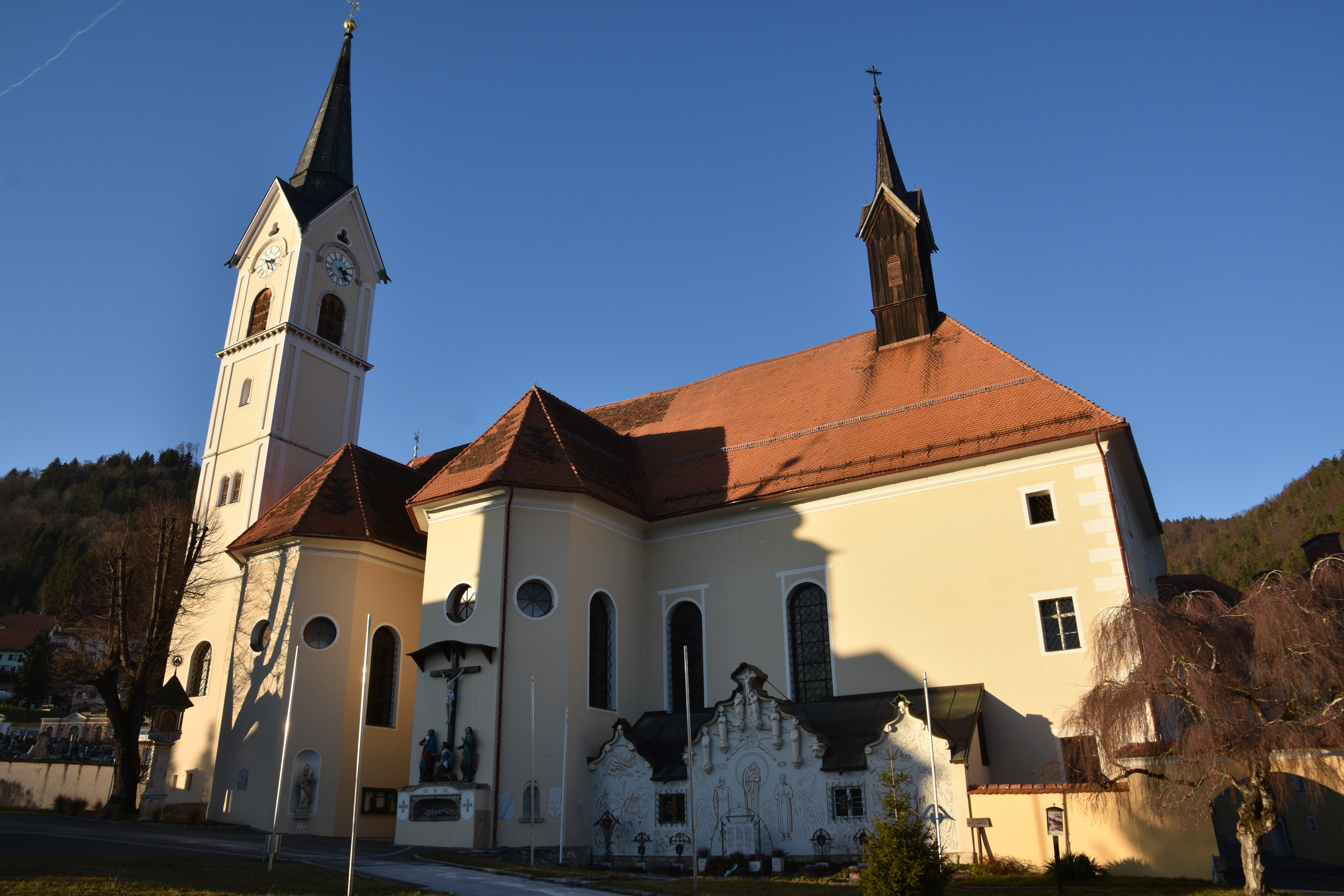
Katholische Wallfahrtskirche Mariä Heimsuchung in Maria Lankowitz

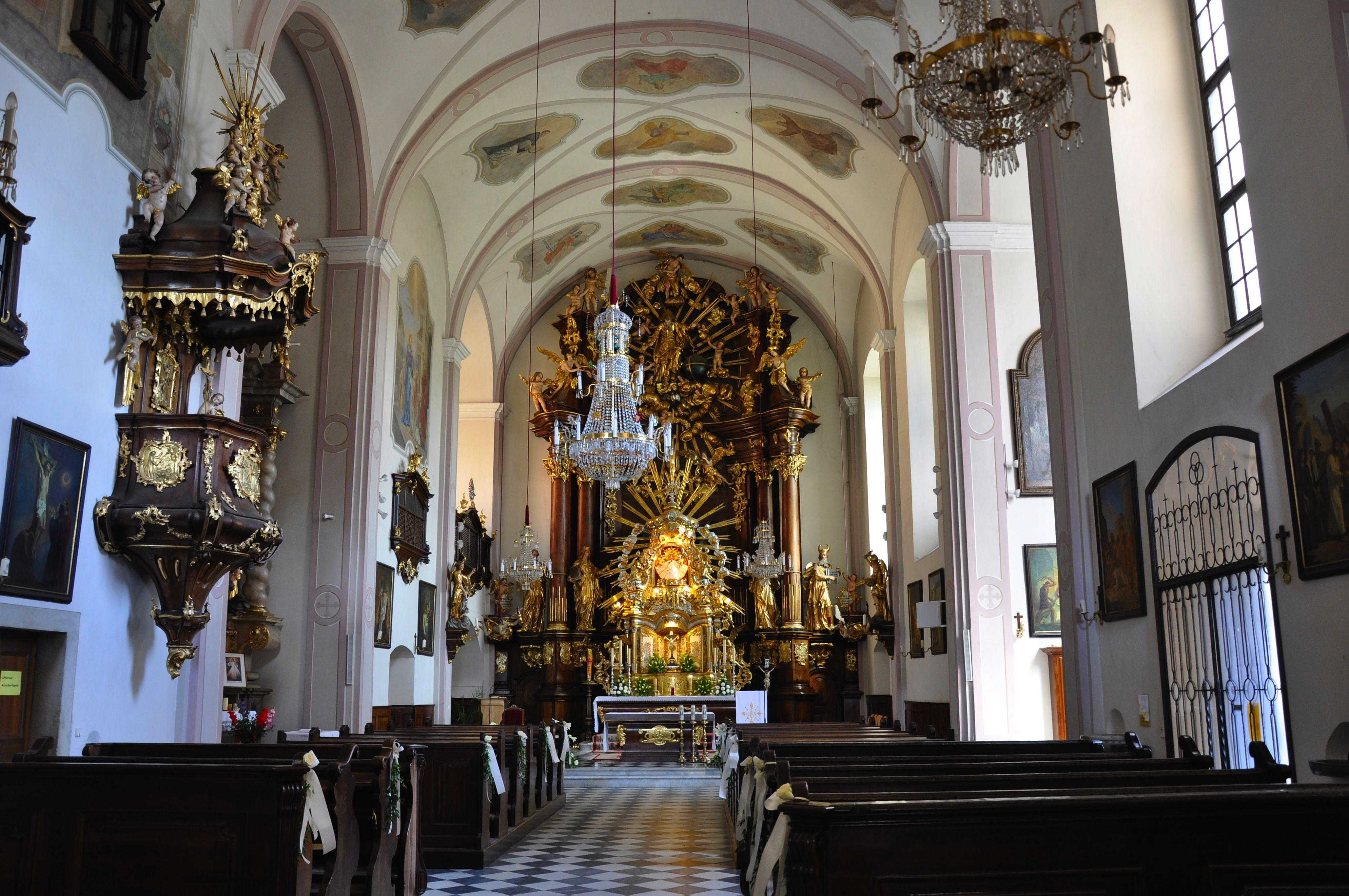
Langhaus, Blick zum Chor

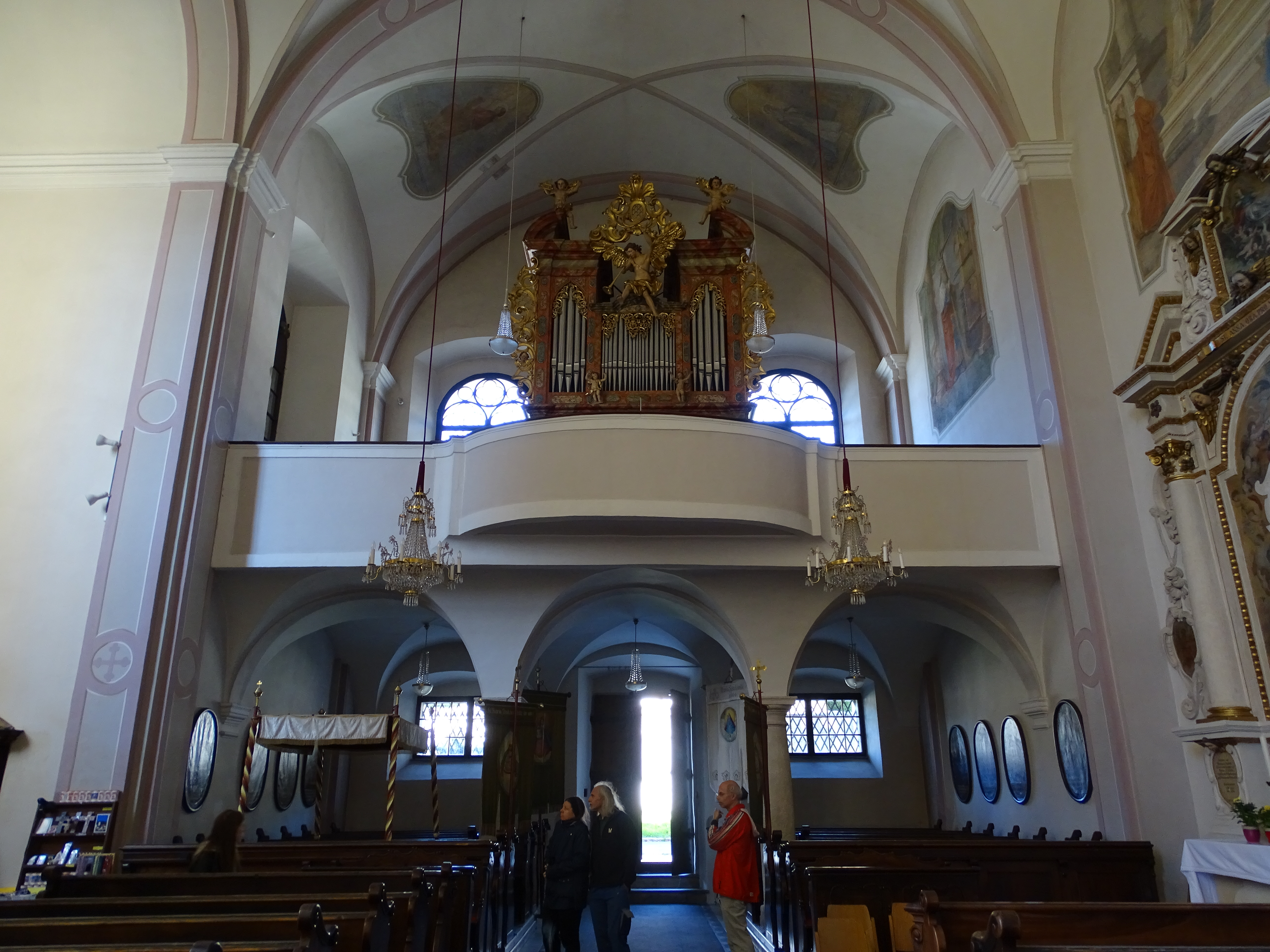
Langhaus, Blick zur Empore

Die römisch-katholische Wallfahrtskirche Maria Lankowitz steht baulich mit dem Franziskanerkloster verbunden in der Marktgemeinde Maria Lankowitz im Bezirk Voitsberg in der Steiermark. Die dem Patrozinium Mariä Heimsuchung unterstellte Pfarr- und Wallfahrtskirche gehört zur Region Steiermark Mitte (Dekanat Voitsberg) in der Diözese Graz-Seckau. Die Wallfahrtskirche steht unter Denkmalschutz (Listeneintrag).

## Geschichte
An der Stelle einer wohl 1446 erbauten und 1468 geweihten Vorgängerkirche erfolgte von 1678 bis 1681 der Kirchenneubau nach den Plänen des Baumeisters Jakob Schmerlaib. Die Kirche wurde 1684 geweiht. 1955/1956 erfolgte eine Innenrestaurierung.

## Architektur
Der von 1870 bis 1872 erbaute Turm südlich des westlichen Langhausjoches trägt einen Spitzhelm. Über dem Chorschluss sitzt ein hölzerner Dachreiter. Das Südportal zwischen zwei Kapellenanbauten nennt 1681, das Westportal 1683. Der Vorbau entstand im 19. Jahrhundert. Der Sakristeianbau aus 1716 steht östlich am Chorschluss in gleicher Flucht und unter einem Dach mit dem Chor.
Außen befinden sich in Nischen der Südkapellen Steinfiguren der Heiligen Augustinus und Johann Nepomuk aus der ersten Hälfte des 18. Jahrhunderts und eine Kreuzigungsgruppe von Marx Schokotnigg aus 1712 bis 1714.
Das sechsjochige Kircheninnere mit einem geraden Schluss hat Kreuzgratgewölbe auf Gurten auf schmalen flachen Wandpfeilern. Das Langhaus ist dreischiffig und zweijochig. Südseitig hat das Langhaus im 3. und 5. Joch 1712 errichtete Kapellenanbauten mit Dreiachtelschluss und in der Höhe des Langhauses, weiters gibt es eine flache Kapelle nordseitig auch eine flache Kapelle. Die dreiachsige Orgelempore auf einem Kreuzgratgewölbe hat mittig eine leicht vorschwingende Brüstung.

## Einrichtung
Der Hochaltar von 1767 hat einen großen Säulenaufbau mit reichem figuralem Schmuck von Veit Königer, er trägt die Statuen der Heilige Joachim und Anna, Zacharias und Elisabeth. Über dem Tabernakel hat der Hochaltar ein von einem Baldachin umrahmtes Gnadenbild, eine kleine archaisierende wohl überschnitzte Schnitzfigur der thronenden Maria mit Kind.
Es gibt einen Anna-Altar aus Stuck, 1650 gestiftet, 1651 geweiht, er trägt die Statue Anna selbdritt vom Bildhauer Alfred Schlosser 1959. Der Joseph-Altar von 1684 zeigt das Bild Heilige Familie und das Oberbild Tod des hl. Joseph des Malers Hans Adam Weissenkircher und trägt Statuen wohl vom Bildhauer Andreas Marx. Der Franziskus-Altar entstand 1719. Es gibt einen Reliquienschrein mit Gebeinen des hl. Clemens um 1730.
Die Rokoko-Kanzel aus 1770 mit Reliefs mit Predigtdarstellungen wurde Philipp Jakob Straub zugeschrieben.
In der Kreuzkapelle gibt es Wandmalereien von Toni Hafner 1961 sowie Reste eines Altares aus der ersten Hälfte des 18. Jahrhunderts.
Es gibt ovale Barockbilder mit Szenen der Gründungslegende von Bernhard Veldner 1706. Weiters sieben Gemälde der Gründungslegende aus dem Ende des 17. Jahrhunderts.
Die Orgel mit einer Farbfassung von 1737 beinhaltet ein im Ende des 19. Jahrhunderts verändertes Werk von Matthäus Mauracher II.